# سامسونج جالكسي إيه 56 5 جي
سامسونج جالاكسي A56 5G (بالإنجليزية: Samsung Galaxy A56 5G) هو هاتف ذكي متوسط المدى يعمل بنظام أندرويد ضمن سلسلة جالاكسي A، وقد طرحته شركة سامسونج للإلكترونيات في 2 مارس 2025 إلى جانب جالاكسي A36 5G. وهو خليفة جالاكسي A55 5G، ويأتي بمجموعة من التحسينات من حيث التصميم والأداء وقدرات الكاميرا.